# الجيش الفرنسي في الحرب العالمية الأولى

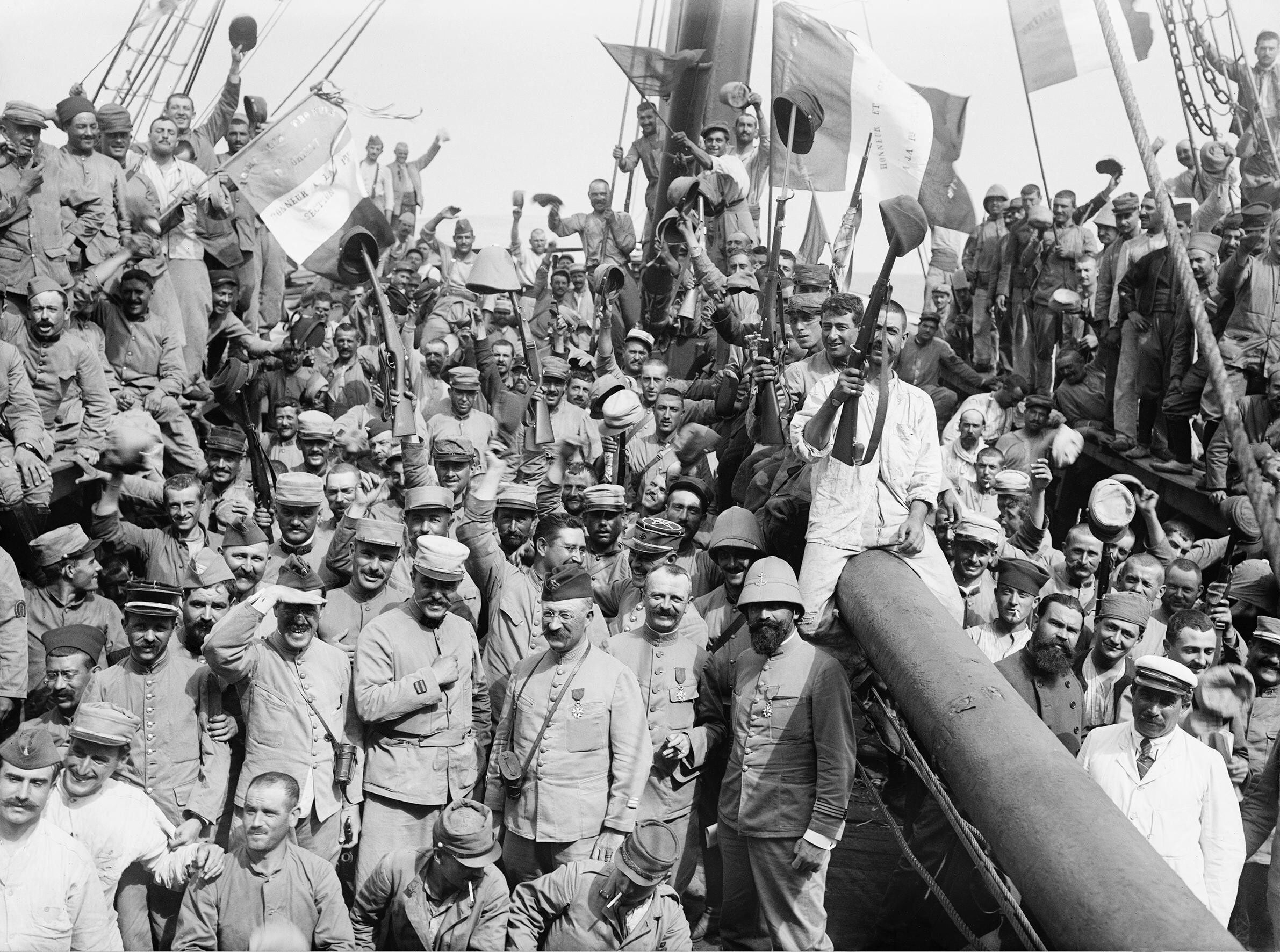
صورة للجيش الفرنسي في الحرب العالمية الثانية.

يتحدث هذا المقال عن الجيش الفرنسي في الحرب العالمية الأولى. خلال الحرب العالمية الأولى، كانت فرنسا إحدى قوات الحلفاء في مواجهة قوى المركز. على الرغم من أن القتال حدث في كافة أنحاء العالم، وقع الجزء الأكبر من النزاع في بلجيكا ولوكسمبورغ وفرنسا والألزاس واللورين على طول ما عُرف في وقت لاحق بالجبهة الغربية، التي كانت تتألف بصورة رئيسية من حرب الخنادق. أفضت قرارات عملياتية وتكتيكية واستراتيجية اتخذتها القيادة العليا لكلا الجانبين إلى تغير في القدرة التنظيمية، في حين كان الجيش الفرنسي يحاول الاستجابة للقتال اليومي والأجندات الاستراتيجية والعملياتية بعيدة المدى. وبصورة أكثر تحديدًا، أفضت العديد من المشكلات بالقيادة العليا الفرنسية إلى إعادة تقييم إجراءات قياسية، وتعديل هيكل القيادة وإعادة إمداد الجيش وتطوير مقاربات تكتيكية مختلفة.

## الخلفية

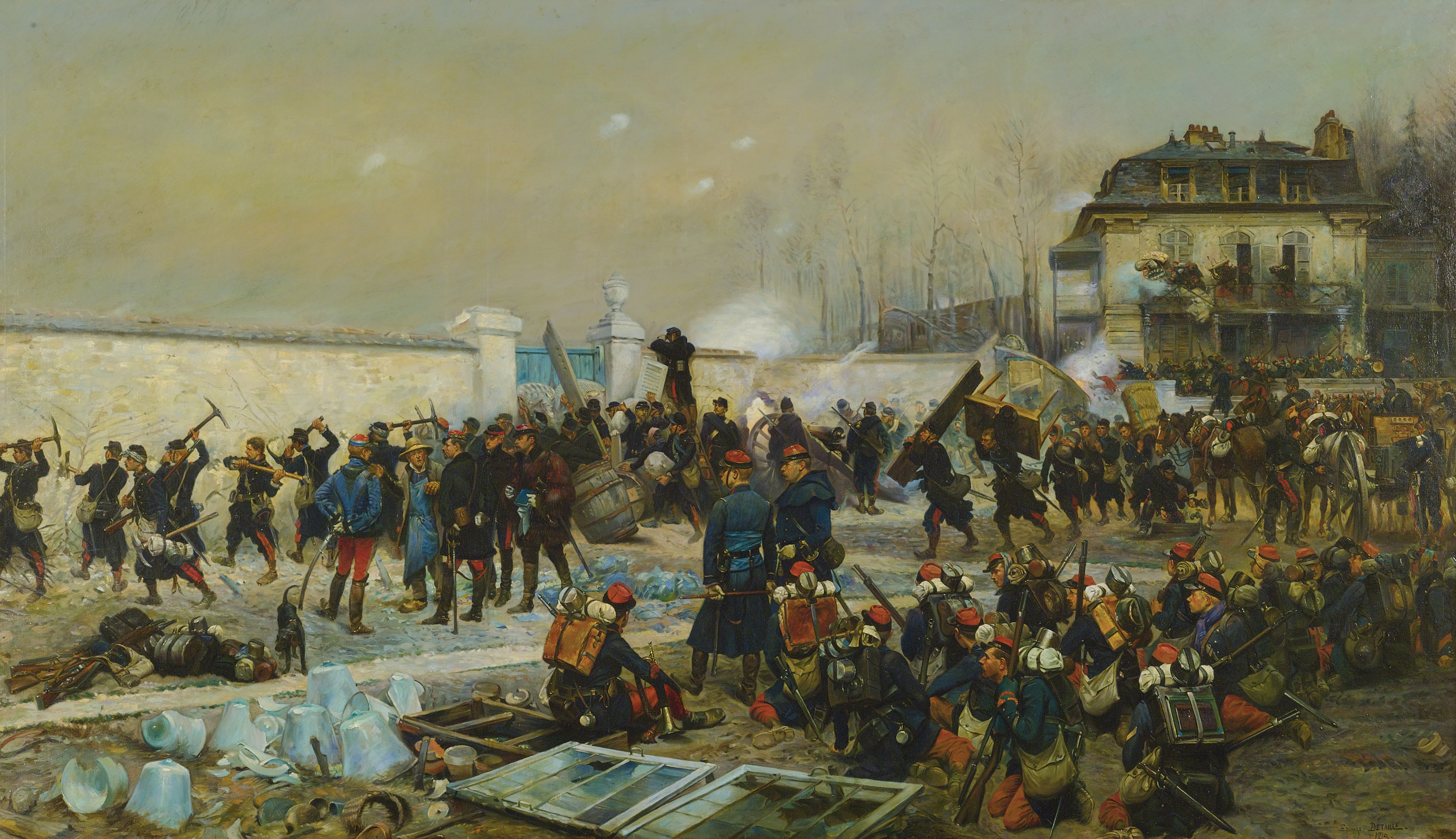
جان باتيست إدوارد ديتيل شامبيني، ديسمبر 1870

كانت فرنسا القوة الرئيسية في أوروبا لمعظم الحقبة الحديثة المبكرة: وسع لويس الرابع عشر ملك فرنسا، في القرن السابع عشر، ونابليون الأول في القرن التاسع عشر، سلطة فرنسا على معظم أوروبا عن طريق المهارة الدبلوماسية والبراعة العسكرية. كرست اتفاقية فيينا فرنسا كقوةٍ سياسية وسيطة. بحلول مطلع خمسينيات القرن التاسع عشر، شرع المستشار البروسي أوتو فون بيسمارك بنظام تحالفات مُعد لتأكيد الهيمنة البروسية على أوروبا الوسطى. وأدت مناورات بيسمارك الدبلوماسية والرد الأخرق لفرنسا على أزمات كإرسالية إمز وترشح هوهينزوليرن إلى إعلان فرنسا للحرب في عام 1870. هزيمة فرنسا اللاحقة في الحرب البروسية الفرنسية، والتي أسفرت عن خسارتها لجيشها وأسر إمبرطورها في سيدان وخسارتها لأراض، من بينها الألزاس واللورين، ودفع تعويضات كبيرة، كل ذلك ترك الفرنسيين غاضبين وجعل هدفهم الرئيسي في نهاية القرن التاسع عشر استعادة الأراضي المفقودة، وضعت الهزيمة أيضًا نهاية لتفوق فرنسا في أوروبا. في أعقاب توحيد ألمانيا، حاول بيسمارك عزل فرنسا دبلوماسيًا من خلال إقامة صداقات مع النمسا-هنغاريا وروسيا وبريطانيا وإيطاليا.
بعد عام 1870، بدأت القوى الأوروبية باكتساب مستوطنات في أفريقيا، مع بلوغ الكولونيالية في تلك القارة أوجها بين عامي 1895 و1905. وعلى الرغم من ذلك، كانت النزاعات الكولونيالية مجرد سبب ثانوي للحرب العالمية الأولى، إذ كانت معظم النزاعات قد سويت بحلول عام 1914. لم يكن التنافس الاقتصادي سببًا لبعض النزاعات الكولونيالية فحسب، بل أيضًا سببًا ثانويًا لبداية الحرب العالمية الأولى. بالنسبة لفرنسا، كان التنافس في معظم الأحيان مع التصنيع المتسارع لألمانيا التي كانت قد سيطرت على إقليم الألزاس واللورين الغني بالفحم في عام 1870، ودخلت في وقت لاحق في صراع ضد فرنسا على المغرب الغنية بالمعادن.
كانت النزعة العسكرية المتنامية والتي أفضت إلى سباق تسلح بين القوى من بين الأسباب الأخرى للحرب العالمية الأولى. ونتيجة لسباق التسلح، كانت جميع القوى الأوروبية مستعدة للحرب وكانت تمتلك جدولًا زمنيًا لإرسال ملايين من قوات من الاحتياط إلى القتال في غضون أيام.
كانت فرنسا ملزمة بموجب اتفاقية بالدفاع عن روسيا. كانت النمسا-هنغاريا قد أعلنت الحرب على صربيا إثر اغتيال فرانس فيرديناند في عملية اليد السوداء، التي لعبت دور السبب المباشر للحرب. أُدخلت فرنسا في الحرب من خلال إعلان ألماني بالحرب في 3 أغسطس 1914.

## جيش ما قبل الحرب والتعبئة
بصورة مشابهة لمعظم القوى الأوروبية الأخرى في القارة، نُظم الجيش الفرنسي على أساس التجنيد العام. كل عام، سُحبت إلى الجيش الفرنسي «فئة» الرجال ممن سيبلغون في السنة التالية ال21 عامًا وسيمضون ثلاثة أعوام في الخدمة النشطة. بعد تسريحهم من الخدمة النشطة سيتدرجون في مراحل مختلفة في قوات الاحتياط، تحتوي كل منها على درجة أقل من الالتزام.
- الجيش النشط (20–23)
- احتياط الجيش النشط (24–34)
- جيش مرابط (35–41)
- احتياط جيش مرابط (42–48)

تألف الجيش في زمن السلم من 173 فوج مشاة و79 فوج استطلاع و87 فوج مدفعية.  جميع هذه الأفواج كانت تعاني من نقص كبير وستُملأ عند التعبئة عبر الفئات الثلاث الأولى من قوات الاحتياط (أي الرجال الذي تبلغ أعمارهم بين 24 عامًا و26 عامًا). وسيترك كل فوج خلفه أيضًا كادرًا تدريبيًا لإقامة دورات تجديدية للاحتياطيين الأكثر قدمًا، الذين كانوا قد نُظموا في 201 فوج احتياط و145 فوج مرابط. وفوق مستوى الأفواج، قُسمت فرنسا إلى 22 إقليمًا عسكريًا، سيصبح كل منها عند التعبئة في وقت لاحق فيلقًا عسكريًا.
كانت هيئة الأركان العامة منذ العام 1911 تحت قيادة الجنرال جوزيف جوفري تمثل قمة الجيش الفرنسي. كانت هيئة الأركان العامة مسؤولة عن رسم خطة للتعبئة، عُرفت بالخطة 17. باستخدام شبكة خطوط السكة الحديدية، سيُنقل الجيش في زمن السلم من مواقعه العسكرية في كافة أنحاء فرنسا إلى الحدود الشرقية مع ألمانيا.
صدر أمر التعبئة في 1 أغسطس 1914، وهو اليوم ذاته الذي أعلنت فيه ألمانيا الحرب على روسيا. وعلى الفور استدعيت إلى أفواجها فئات عام 1896 حتى عام 1910، لتضم ما يقارب 3 ملايين جندي احتياطي تبلغ أعمارهم بين 24 عامًا و38 عامًا.

## التنظيم خلال الحرب
عند التعبئة، أصبح جوفري القائد الأعلى للقوات المسلحة في الجيش الفرنسي. تمركزت معظم قواته في الشمال الشرقي لفرنسا، بهدف شن هجوم على الألزاس واللورين والتصدي للهجوم الألماني المتوقع عبر البلدان المنخفضة.
- الجيش الأول (الفيلق السابع والثامن والثالث عشر والرابع عشر والحادي والعشرون)، بهدف الاستيلاء على ميلوز وساربورغ.
- الجيش الثاني (الفيلق التاسع والخامس عشر والسادس عشر والثامن عشر والعشرون)، بهدف الاستيلاء على مورهانج.
- الجيش الثالث (الفيلق الرابع والخامس والسادس) للدفاع عن الإقليم المحيط بمتز.
- الجيش الرابع (الفيلق الكولونيالي الثاني عشر والسابع عشر) الذي أبقي في الاحتياط حول غابة أرغون.
- الجيش الخامس (الفيلق الأول والثاني والثالث والعاشر والحادي عشر) للدفاع عن أردين.

خلال الحرب العالمية الأولى جُهزت خمسة جيوش ميدانية أخرى. أفضى الهلع من الحرب إلى تعبئة 2.9 مليون جندي إضافي في صيف عام 1914 وأرغمت المعارك المكلِفة على الجبهة الغربية فرنسا على تجنيد الرجال حتى سن ال45. أجري هذا من خلال تعبئة الجيش المرابط في عام 1914 وقواته الاحتياطية، الذي كان يتألف من رجال أتموا خدمتهم في زمن السلم مع الجيوش النشطة والاحتياطية (بين سن ال20 وال34).
في يونيو من عام 1915، التقت دول الحلفاء في المؤتمر الأول للحلفاء. اتفقت بريطانيا وفرنسا وبلجيكا وإيطاليا وصربيا وروسيا على تنسيق هجماتها إلا أن المحاولات أُحبطت جراء الهجمات الألمانية على الجبهة الشرقية وتصدت للهجمات في إيبريس وعلى التلال غرب فيردان.
بحلول عام 1918، ومع اقتراب الحرب من نهايتها، تغيرت تركيبة وهيكلية الجيش الفرنسي. 40% من مجمل الجنود الفرنسيين على الجبهة الغربية كانوا يشرفون على المدفعية وكان 850 ألف جندي فرنسي من المشاة في عام 1918، مقارنة ب1.5 مليون جندي في عام 1915. وكان من بين أسباب انخفاض عدد المشاة استخدام الرشاشات والسيارات المصفحة والدبابات، وكذلك أيضًا الأهمية المتعاظمة لسلاح الجو الفرنسي، قوات إيروناوتيك. مع نهاية الحرب في 11 نوفمبر 1918، كان الفرنسيون قد استدعوا 8,817,000 جندي، من بينهم 900 ألف من القوات الكولونيالية. تكبّد الجيش الفرنسي نحو 6 ملايين إصابة، من بينها 1.4 مليون وفية و4.2 مليون جريح، أي تقريبًا 71% ممن كانوا قد حاربوا.